# Podagrion repens
Podagrion repens är en stekelart som först beskrevs av Victor Ivanovitsch Motschulsky 1859.  Podagrion repens ingår i släktet Podagrion och familjen gallglanssteklar. Inga underarter finns listade i Catalogue of Life.